# C.D. Santa Clara
Clube Desportivo Santa Clara er en portugisisk fodboldklub fra byen Ponta Delgada. Klubben spiller i den bedste portugisiske liga, og har hjemmebane på Estádio de São Miguel. Klubben blev grundlagt i 1921.

## Historiske slutplaceringer
| Sæson   | Niveau | Liga          | Placering | Kilde(r) |
| ------- | ------ | ------------- | --------- | -------- |
| 2016–17 | 2.     | Segunda Liga  | 12.       | [ 1 ]    |
| 2017–18 | 2.     | Segunda Liga  | 2.        | [ 2 ]    |
|         |        |               |           |          |
| 2018–19 | 1.     | Primeira Liga | 10.       | [ 3 ]    |
| 2020–21 | 1.     | Primeira Liga | 5.        | [ 4 ]    |
| 2021–22 | 1.     | Primeira Liga | 7.        | [ 5 ]    |
| 2022–23 | 1.     | Primeira Liga | 18.       |          |
| 2023–24 | 2.     | Segunda Liga  | 1.        |          |

## Kendte spillere
- Bruno Ribeiro
- Mauricio Hanuch
- Clayton Ferreira Cruz